# Anton Oberbeck
Anton Oberbeck (ur. 25 marca 1846 w Berlinie; zm. 23 października 1900 tamże) − niemiecki fizyk.

## Życiorys
W 1864 zdał maturę w gimnazjum francuskim w Berlinie. Studiował fizykę, matematykę i chemię na uniwersytetach w Berlinie i Heidelbergu. Po zakończeniu studiów pracował w laboratorium Akademii Górniczej w Berlinie i w Laboratorium Bunsena w Heidelbergu. W 1868 uzyskał stopień doktora na podstawie pracy Über die sogenannte Magnetisierungskonstante. W latach 1870–1878 był nauczycielem w gimnazjum realnym w Berlinie, w międzyczasie biorąc udział w wojnie francusko-pruskiej. 
W 1878 habilitował się na uniwersytecie w Halle na podstawie pracy Über die Fortpflanzung der magnetischen Induktion in weichem Eisen. 31 grudnia 1878 otrzymał stanowisko profesora nadzwyczajnego. W 1884 został profesorem zwyczajnym na Uniwersytecie Technicznym w Karlsruhe. W latach 1885–1895 wykładał na uniwersytecie w Greifswaldzie. W 1895 objął katedrę na uniwersytecie w Tybindze.
Anton Oberbeck był autorem publikacji na temat prądów zmiennych, indukcji elektrycznej, przepływu prądu elektrycznego w gazach i cieczach.